# Sissi et moi
Pour plus de détails, voir Fiche technique et Distribution.
Sissi et moi (Sisi und Ich) est un film biographique germano-suisse-autrichien réalisé et co-écrit par Frauke Finsterwalder et sorti en 2023. Le film raconte l'histoire de l'impératrice Elisabeth d'Autriche (alias « Sissi ») du point de vue de sa dame d'honneur, Irma Sztáray,. Le film a été présenté en première mondiale au Festival de Berlin 2023 dans la section « Panorama » le 19 février 2023,.

## Synopsis
Séparée de son mari depuis de nombreuses années et entourée uniquement de femmes, l'impératrice Élisabeth d'Autriche voyage dans toute l'Europe, fait du sport et tente de s'affranchir des contraintes de la cour impériale.

## Fiche technique
Sauf indication contraire, les informations mentionnées dans cette section peuvent être confirmées par les bases de données cinématographiques IMDb et Allociné,  présentes dans la section « Liens externes ».
- Titre original : Sisi & Ich[1]
- Titre français : Sissi & Moi
- Titre anglais : Sisi & I[5]
- Réalisation : Frauke Finsterwalder
- Scénario : Frauke Finsterwalder et Christian Kracht
- Photographie : Thomas Kiennast
- Montage : Andreas Menn
- Musique : Matteo Pagamici
- Production : Tobias Walker, Philipp Worm
- Sociétés de production : Walker + Worm Film (Allemagne), MMC Independent (Allemagne), C-Films AG (Suisse), Dor Film (Autriche)[6], Arte[3], SRF[3]
- Sociétés de distribution : DCM Filmdistribution (Allemagne et Suisse)[1],[7] Panda Film (Autriche)[8]
- Pays de production :  Allemagne,  Suisse,  Autriche[6],[2]
- Langue originale : allemand, anglais et français[3],[7]
- Genre : drame, film biographique[1]
- Durée : 132 minutes[3]
- Dates de sortie :
  -  Allemagne : 19 février 2023 (Berlinale)[3]
  -  Allemagne,  Autriche et  Suisse : 30 mars 2023[1],[7],[8] (en salles)
  -  France 25 octobre 2023 (en salles)
- Classification :
  - France : tous publics[9]

## Distribution
- Susanne Wolff (VF : Pamela Ravassard) : Sissi
- Sandra Hüller (VF : Stéphanie Hédin) : la comtesse Irma von Sztáray
- Stefan Kurt : le comte von Berzeviczy
- Sophie Hutter : Fritzi
- Maresi Riegner : Marie
- Georg Friedrich (VF : Laurent Morteau) : l'archiduc Louis-Victor de Habsbourg-Lorraine
- Markus Schleinzer : François-Joseph
- Angela Winkler (VF : Marie-Madeleine Burguet-Le Doze) : Ludovica de Bavière
- Annette Badland (VF : Michèle Buzynski) : la reine Victoria
- Tom Rhys Harries (VF : Jonathan Potey) : le capitaine Smythe
- Sibylle Canonica (VF : Colette Venhard) : la comtesse Maria von Sztáray, mère d'Irma
- Johanna Wokalek : la comtesse Festetics
- Anne Müller (VF : Caroline Frossard) : la baronne de Rothschild
- Ravi Aujla : le docteur Bose
- Alexander Korn : Diener
- William Erazo Fernández : Porter
- Tom Lass : le tsar Alexandre III
- Sophie Rois

 Source et légende : version française (VF) sur RS Doublage et les crédits du générique de fin.

## Production

### Genèse et développement
Le 5 novembre 2019, le magazine britannique Screen International annonce que la société allemande The Match Factory sera chargée des ventes internationales du film de Frauke Finsterwalder intitulé «Sisi – Kaiserin Elisabeth» et que le tournage commencera à l'automne 2020 en Allemagne, en Suisse, en Irlande, et au Maroc sur un scénario de Finsterwalder et de son mari, l'auteur suisse Christian Kracht (ils avaient déjà collaboré sur le film Finsterworld, sorti en 2013). Le film racontera l'histoire de l'impératrice Elisabeth d'Autriche vue par les yeux de sa dame d'honneur, à une époque où elle n'était entourée que d'autres femmes et séparée de son mari depuis de nombreuses années,.
Le 21 septembre 2020, on annonce que Susanne Wolff et Sandra Hüller ont été choisies pour jouer Elisabeth (alias «Sissi») et Irma Sztáray. C'est la deuxième collaboration de Frauke Finsterwalder avec Sandra Hüller après Finsterworld de 2013. Ella Rumpf, Stefan Kurt, Angela Winkler, Johannes Krisch, Maresi Riegner et Sophie Rois font également partie de la distribution,. Le titre provisoire sera «Sisi und ich», et la sortie est prévue pour le printemps 2022.
Le film est co-produit par les sociétés allemandes Walker + Worm Film et MMC Independent, la société suisse C-Films et la société autrichienne Dor Film. Il a été tourné sur pellicule Super 16 mm.

### Tournage
Le tournage, commencé le 20 septembre 2021 et achevé 15 novembre 2021,, a eu lieu en Allemagne, en Bavière, à Vienne, à Malte et en Suisse.

## Sortie
La première affiche officielle du film a été dévoilée le 15 novembre 2022. La bande-annonce est sortie le 15 décembre 2022.
Le film a été présenté en première mondiale au Festival de Berlin 2023 dans la section « Panorama » le 19 février 2023.
Le film est sorti en salles en Allemagne et en Suisse par DCM Filmdistribution le 30 mars 2023,. Panda Film sort le film en Autriche le même jour. Il est sorti en Australie par Palace Films, en Pays-Bas, Belgique et Singapour. Kinovista sort le film dans les salles françaises le 25 octobre 2023.
Un livre d'accompagnement du film contenant l'intégralité du scénario, des images du film, un aperçu des coulisses et une conversation entre Frauke Finsterwalder et Christian Kracht sera publié le 29 mars 2023.

## Distinctions

### Récompenses
- Deutscher Filmpreis 2023 : Meilleurs costumes pour Tanja Hausner[19]
- Bayerischer Filmpreis 2023 : Meilleure réalisation pour Frauke Finsterwalder[20]

### Nominations et sélections
- Berlinale 2023 : 
  - Sélection « Panorama »[3]
  - Nommée pour le Prix Teddy du meilleur long métrage LGBT[21]
- Deutscher Kamerapreis 2023 : Meilleure photographie pour Thomas W. Kiennast[22]
- Deutscher Filmpreis 2023 : 
  - Meilleure actrice pour Sandra Hüller[23]
  - Meilleure photographie pour Thomas W. Kiennast[23]
  - Meilleur son pour Marco Teufen, Paul Rischer et Gregor Bonse[23]